# Sarcotragus spinosulus
Sarcotragus spinosulus är en svampdjursart som beskrevs av Schmidt 1862. Sarcotragus spinosulus ingår i släktet Sarcotragus och familjen Irciniidae.
Artens utbredningsområde är Kroatien. Inga underarter finns listade i Catalogue of Life.